# Krišjānis Barons

Krišjānis Barons (Strutele, 1835 – Riga, 1923) est un écrivain letton qui a collecté les Dainas, puis, les a publiées. On le surnomme en Lettonie le "Père des daïnas". Barons a fait partie de ceux qu'on appelait les "Jeunes Lettons". Son œuvre n'a été que partiellement traduite en français.

## Biographie
Krišjānis Barons est né le 31 octobre 1835 dans la famille de Juris Barons (1796-1843) régisseurs du manoir Strutele et Eņģele Barone (née Brikšķe 1793-1884). Il était le dernier de la fratrie de huit enfants. Krišjānis n'avait pas encore deux ans quand ses parents ont déménagé dans une localité appelée Īle. Quand il avait sept ans son père est décédé. La famille est restée encore un an à Īle où sa mère avait trouvé un poste à la laiterie. Puis, Krišjānis est parti vivre dans la famille de sa sœur Kristīne mariée à un certain Kronberģis, régisseur du Vieux domaine de Dundaga (Dundagas Vecmuiža), qu'ils ont quitté un an plus tard pour le Petit domaine de Valpene (Valpenes mazā muiža).
1842 - Barons commence sa scolarité à Dobele, puis, 1846-1848 à l'école de Kubele (Dundaga). L'un de ses professeurs était Ernests Dinsbergs (1816-1902) qui plus tard apportait une contribution considérable au travail de recueil des daïnas de Barons.
1848-1851 - Il poursuit ses études à l'école élémentaire de Ventspils et 1852-1855 au gymnase de Jelgava.
En 1856, étudiant de la faculté de mathématiques de l'université Tartu, avec la spécialisation en astronomie, Barons rejoint le mouvement de "Jeunes Lettons". Il entreprend le pèlerinage à pied depuis Tartu jusqu'à Dundaga, l'expérience qu'il relatera dans le livre de géographie "Mūsu tēvzemes aprakstīšana"/L'aperçu de notre Patrie (1858 - 1859).
1862 sur l'invitation de Jānis Alunāns il part pour Saint-Pétersbourg où jusqu'à 1865 il travaille dans la rédaction de la revue Pēterburgas Avīze avec Alunāns et Krišjānis Valdemārs. Cette même année il se marie avec Dārta Rudzīte (née en 1838 à Limbaži).
Le 13 octobre 1865 - naissance de son fils Kārlis (mort en 1944).
1867-1880 - il est précepteur à  Uderevka, dans la province de Voronej, dans la famille de I.Stankevitch. Il travaille à la rédaction du classeur bibliographique des provinces Baltes (1867).
1878 - commence le travail de recueil et classement de chants folkloriques lettons à Moscou.

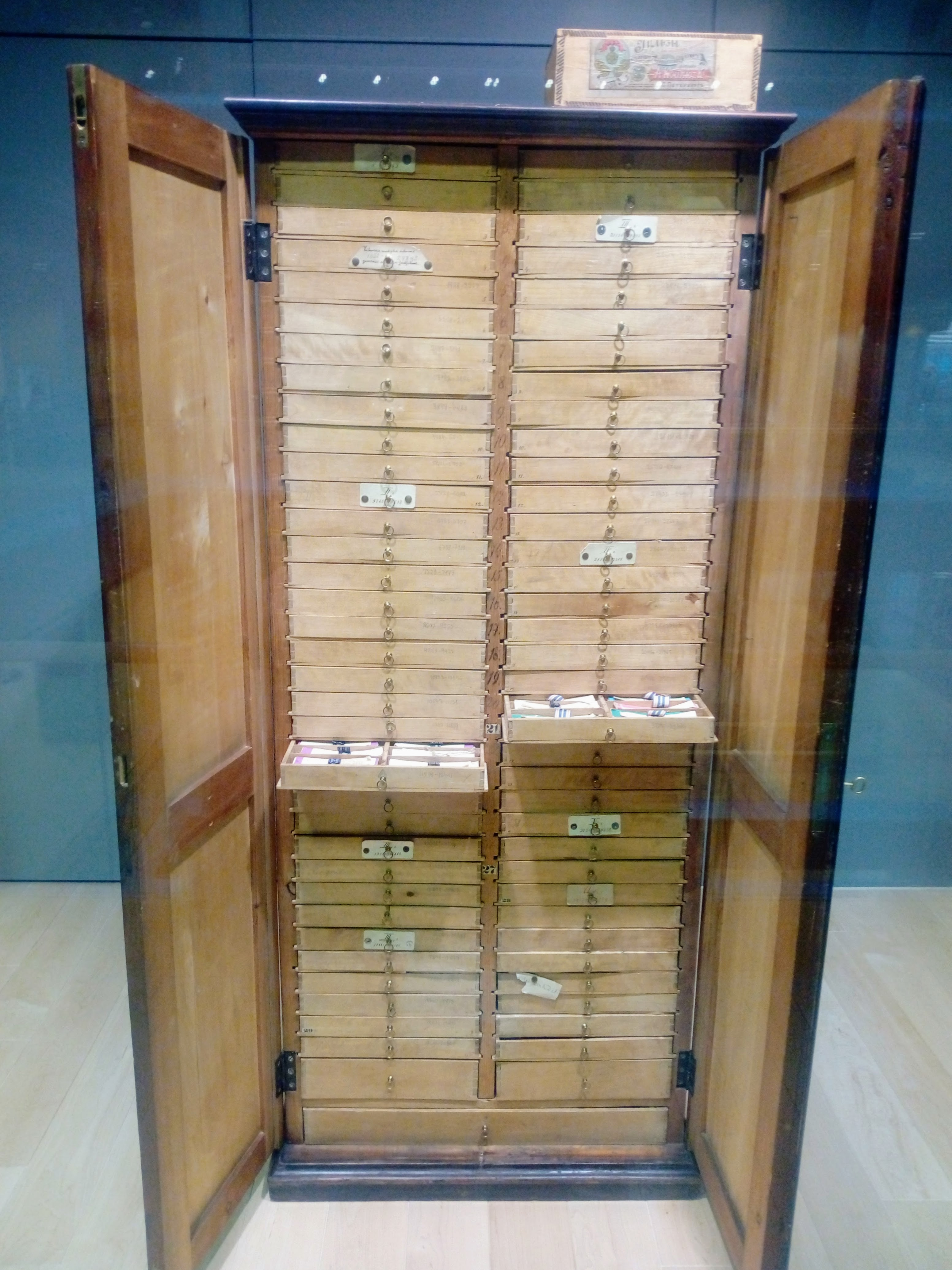
L'original Cabinet de chants folkloriques à la Bibliothèque nationale de Lettonie

1880 - à Moscou, un menuisier allemand fabrique d'après le dessin de Kr.Barons un meuble sur mesure, une sorte de casier-classeur appelé le Cabinet de chants folkloriques (Dainu skapis). Le 4 septembre 2001, Dainu skapis a été inscrit au Registre Mémoire du monde de l'UNESCO,.
1893 - retour à Riga.
Au mois de mars 1894 - édition du premier volet de "Latvju dainu" à Jelgava.
1900-1909 - habite à Āgenskalns à Riga. Se consacre à la publication de Daïnas.
1909-1919 - habite à Vecmīlgrāvis, dans Burtnieku nams, la villa construite par le mécène Augusts Dombrovskis (1845-1927).
En juin 1914 - le décès de Dārta. 
1915 - publication du dernier volet de Daïnas.
L'été 1919  - déménagement à Riga, au no 3, rue Suvorova (maintenant Kr. Barona) où il demeurera avec la famille de son fils jusqu'à sa mort. 
1920-1922 - préparation en vue de publication de ses mémoires, avec sa belle fille Līna. Le début d'étude de la métrique du chant folklorique letton.
Le 8 mars 1923 - décès à 88 ans. Il repose au Grand cimetière de Riga Lielie kapi.

## Galerie de photos

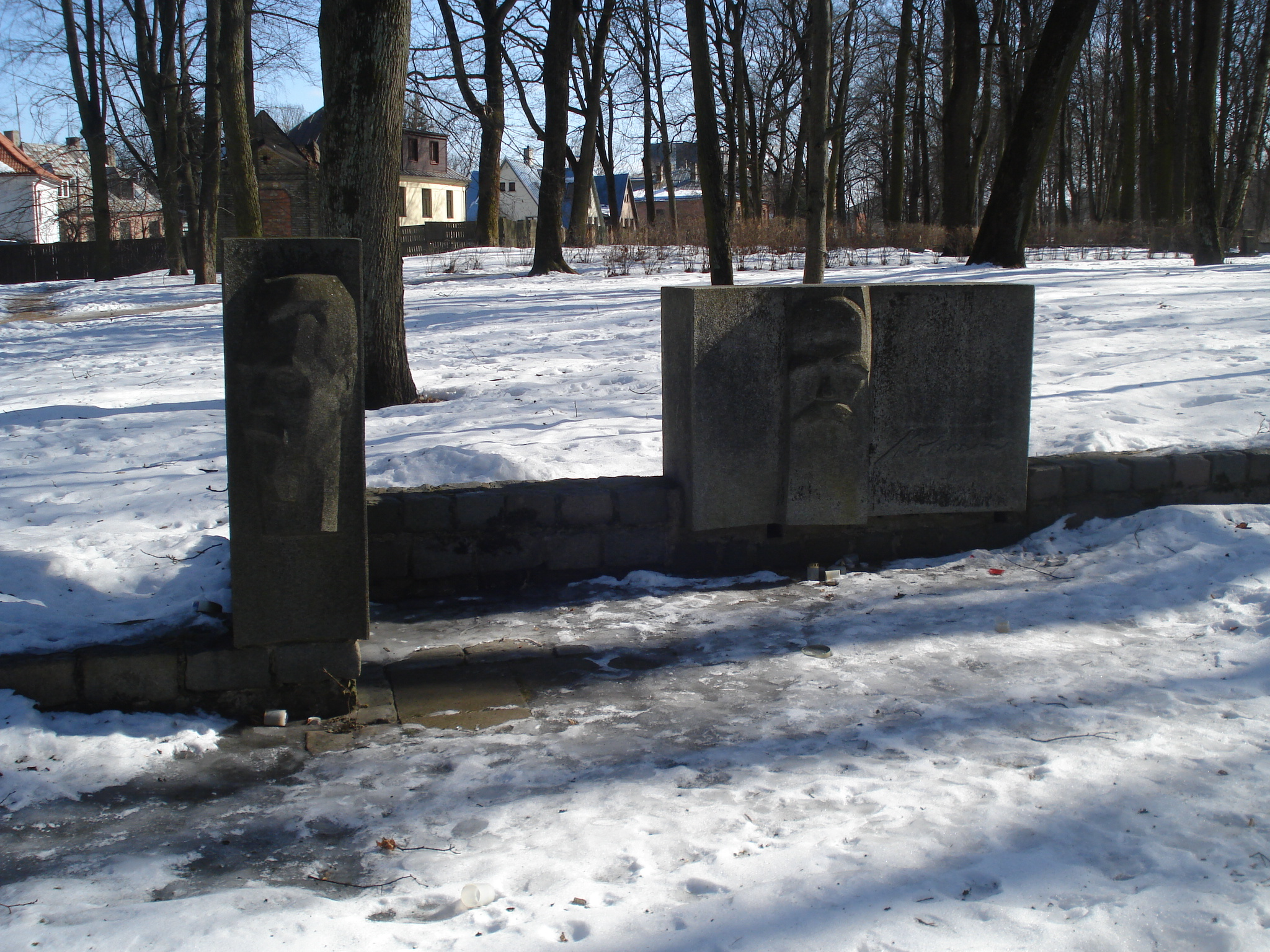
Monument de Barons dans le Grand cimetière à Riga
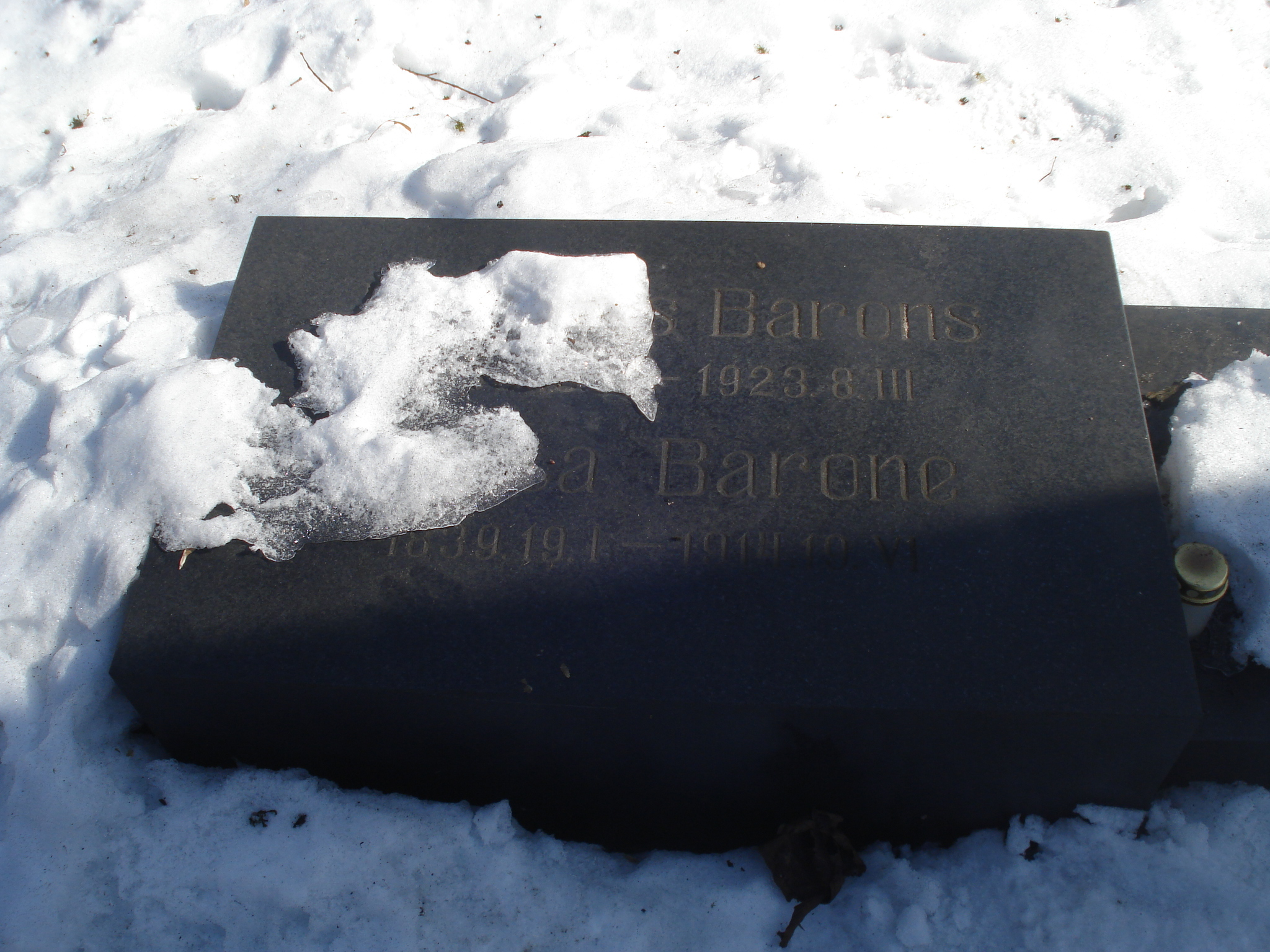
Tombe de Krišjānis Barons
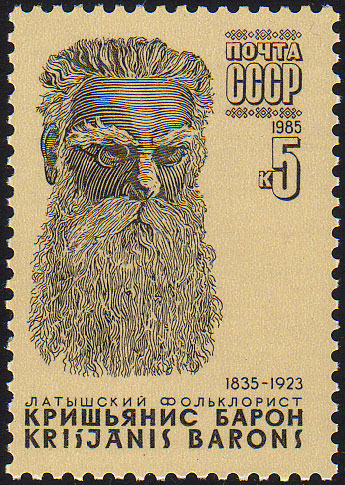
Timbre soviétique à l’effigie de Barons (1985)
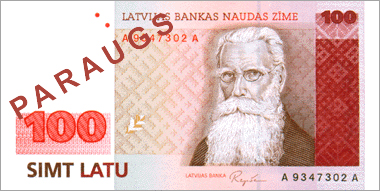
Billet de la Banque lettonne - 100Ls représentant Barons

## Monuments
- Le dernier lieu d'habitation de K. Barons au 3-5 rue Suvorova, en 1985, a été transformé en musée[12] et la rue porte désormais son nom.
- En 1985, dans le jardin public Vērmaņa - on lui a érigé un mémorial (sculpteur L.Davidova - Medene).
- En 1985, au grand cimetière de Riga on a inauguré un monument de Barons (sculpteur J.Zaķis, architecte J.Dambis)

## Honneur
L'astéroïde (3233) Krišbarons est nommé en son honneur.

## Lire également
(ru) Seminarium Hortus Humanitatis. Anno 1990 : Pages méconnues du parcours de Krisjanis Barons